# هربرت فيمر
هيربيرت فيمر (بالألمانية: Herbert Wimmer)‏، من مواليد 9 نوفمبر 1944، لاعب كرة قدم ألماني سابق.
لعب مع نادي بروسيا براند بين عامي 1966 و1978، وقد شارك في 366 مباراة في الدوري الألماني وسجل 52 هدف، ولعب أيضا مع نادي بروسيا مونشنغلادباخ.
و قد لعب مع منتخب ألمانيا لكرة القدم 36 مباراة وسجل أربعة أهداف.

## روابط خارجية
- هربرت فيمر على موقع الاتحاد الدولي (مؤرشف)  (الإنجليزية)
- هربرت فيمر على موقع الاتحاد الأوربي (الإنجليزية)
- هربرت فيمر على موقع الاتحاد الأوربي (الإنجليزية)
- هربرت فيمر على موقع قاعدة بيانات كرة القدم.إي يو (الإنجليزية)
- هربرت فيمر على موقع بيانات كرة القدم. دي إي (الألمانية)
- هربرت فيمر على موقع ناشيونال فوتبول تيمز (الإنجليزية)
- هربرت فيمر على موقع عالم كرة القدم.نت (الإنجليزية)